# Martin Gessmann
Martin Gessmann (* 25. Januar 1962) ist ein deutscher Philosoph. Er lehrt seit 2011 als Professor für Kultur- und Techniktheorien und Ästhetik an der Hochschule für Gestaltung in Offenbach am Main.

## Leben
Gessmann studierte Philosophie, Germanistik und Romanistik an der Eberhard Karls Universität Tübingen, es folgten Auslandsstudien in Nantes und Washington sowie die Promotion von 1989 bis 1992. Wissenschaftlicher Mitarbeiter war Gessmann an der Martin-Luther-Universität Halle-Wittenberg (1993–1995) und an der Ruprecht-Karls-Universität Heidelberg (1996–1997), wobei er zwischen 1993 und 1996 auch als Fernsehjournalist bei SWR, WDR und ZDF arbeitete. 1998 erhielt er ein Habilitationsstipendium der Deutschen Forschungsgemeinschaft; 1999–2002 hielt er eine Stelle als wissenschaftlicher Assistent in Heidelberg, die Stelle eines Oberassistenten von 2003 bis 2008. 2008–2009 war er Fellow am Marsilius-Kolleg der Universität Heidelberg, im SS 2009 vertrat er Wolfgang Neuser an der Universität Kaiserslautern. Im Juni 2010 wurde er zum Universitäts-Professor an der Ruprecht-Karls-Universität Heidelberg ernannt. Seit Oktober 2011 lehrt er als Professor für Kultur- und Techniktheorien und Ästhetik an der Hochschule für Gestaltung in Offenbach am Main.
Ab 2003 war Gessmann zudem leitender Redakteur der Philosophischen Rundschau bis er zusammen mit Jens Halfwassen und Pirmin Stekeler-Weithofer die Herausgeberschaft der Zeitschrift übernahm.
Zudem ist er seit 2007 Jury-Mitglied des Raymond-Aron-Übersetzungspreises und Herausgeber des Philosophischen Wörterbuchs.

## Arbeitsgebiete
Zu Gessmanns Forschungsgebieten gehören die Modernetheorie, die Verbindung zwischen Phänomenologie/Hermeneutik und den Neurowissenschaften sowie die Filmtheorie, die Kulturtheorie und die Techniktheorie.

## Schriften
Monographien
- Montaigne und die Moderne. Felix Meiner, Hamburg 1997, ISBN 3-7873-1339-7.
- Hegel. Herder, Freiburg i. Br. 1999, ISBN 3-926642-44-0.
- Wittgenstein als Moralist. transcript, Bielefeld 2009, ISBN 978-3-8376-1146-5.
- Was der Mensch wirklich braucht. Fink, München 2009, ISBN 978-3-7705-4790-6.
- Philosophie des Fußballs. Fink, München 2011, ISBN 978-3-7705-5105-7 (Rezension).
- Zur Zukunft der Hermeneutik. Fink, München 2012, ISBN 978-3-7705-5092-0.
- Wenn die Welt in Stücke geht. Warum wir philosophieren. Fink, München 2014, ISBN 978-3-7705-5658-8.
- Mit Nietzsche im Stadion. Der Fußball der Gesellschaft. Fink, München 2014, ISBN 978-3-7705-5761-5 (Besprechung).
- zusammen mit Hannah Monyer: Das geniale Gedächtnis. Wie das Gehirn aus der Vergangenheit unsere Zukunft macht. Knaus, München 2015, ISBN 978-3-8135-0690-7.

Als Herausgeber
- Der ununterbrochene Dialog. Suhrkamp, Frankfurt am Main 2004, ISBN 3-518-12357-2.
- zusammen mit Felix Heidenreich: Bildung in Frankreich und Deutschland: Ideale und Politiken im Vergleich. LIT, Münster 2006, ISBN 3-8258-0006-7.
- Philosophisches Wörterbuch. Kröner, Stuttgart 2009, ISBN 978-3-520-01323-1.